# Notomicrus malkini
Notomicrus malkini är en skalbaggsart som beskrevs av Young 1978. Notomicrus malkini ingår i släktet Notomicrus och familjen grävdykare. Inga underarter finns listade i Catalogue of Life.